# 埔新里
埔新里，為臺灣新北市深坑區轄下的一個里。

## 簡介
原為臺北縣深坑鄉埔新村，後在民國99年12月25日因應臺北縣升格為直轄市新北市，埔新村因此也升格為埔新里，目前為深坑區人口最多的一里。

## 歷史沿革
本隸屬於深坑村，民國87年8月1日由於人口快速成長，故由深坑村劃出，村名參考沿襲已久的地方舊稱「平埔」，名命名為埔新村，並將深坑鄉的第二條新街道正式命名為「埔新街」。

## 里界
- 東：臨深南路口與賴仲里為鄰
- 西：以文化街及深坑街與深坑里為界
- 南：鄰昇高橋
- 北：依北深路二段84號到北深路二段15號為止

## 歷任里長

### 里長時期
- 第三人：游貫中（民國112年～現在）
- 第二任：高蔡桂英（民國103年～民國112年）
- 第一任：高蔡桂英（民國99年～民國103年）

### 村長時期
- 第一、二任：黃張賢（民國87年～民國95年）
- 第三任：高蔡桂英（民國95年～民國99年）

## 榮耀
- 99年環保署環境清潔競賽評比
  - 全國村組的特優獎[1]

## 外部連結
- 新北市深坑區公所 （页面存档备份，存于）
- 新北市智慧里長服務網 （页面存档备份，存于）
- 新北市新店戶政事務所[永久]